# Vilas County
Das Vilas County ist ein County im US-amerikanischen Bundesstaat Wisconsin. Im Jahr 2020 hatte das County 23.047 Einwohner und eine Bevölkerungsdichte von 10,2 Einwohnern pro Quadratkilometer. Der Verwaltungssitz (County Seat) ist Eagle River.
Der größte Teil der Lac du Flambeau Reservation der Anishinabe befindet sich im Vilas County.

## Geografie

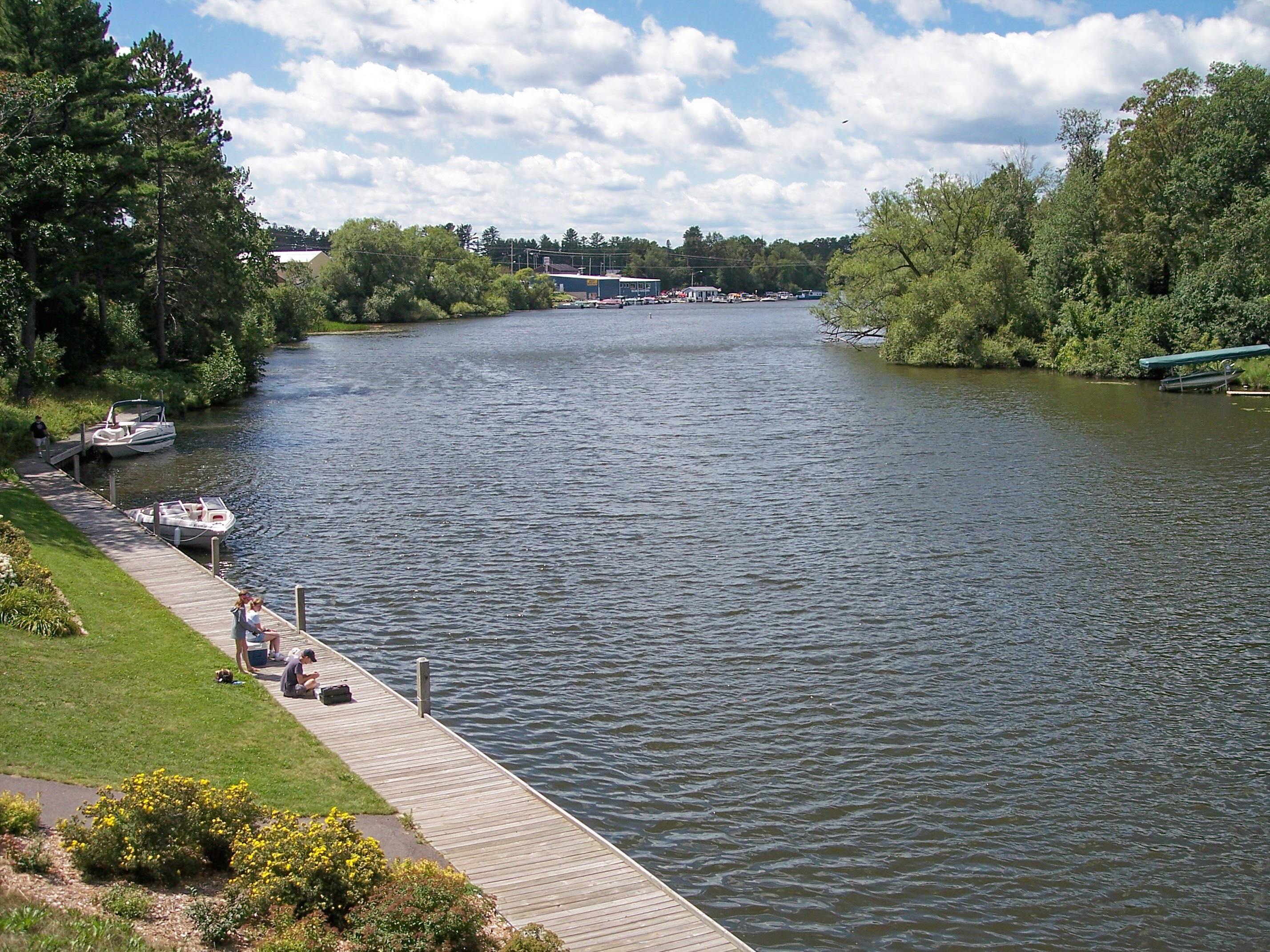
Der Eagle River in der gleichnamigen Stadt

Das County liegt im Norden Wisconsins in einer wald- und seenreichen Landschaft an der Grenze zu Michigan. Es hat eine Fläche von 2636 Quadratkilometern, wovon 373 Quadratkilometer Wasserfläche sind. 
Im Vilas County befindet sich der Ursprung des in den Mississippi mündenden Wisconsin River, des über den Chippewa River ebenfalls in den Mississippi entwässernden Flambeau River und des in den Oberen See in Michigan mündenden Presque Isle River. 
Durch den Südosten des Countys fließt der Eagle River, der ebenfalls über den Wisconsin River zum Stromgebiet des Mississippi gehört.
An das Vilas County grenzen folgende Nachbarcountys: 
|              | Gogebic County (Michigan) | Iron County (Michigan) |
| Iron County  |                           |                        |
| Price County | Oneida County             | Forest County          |

## Geschichte

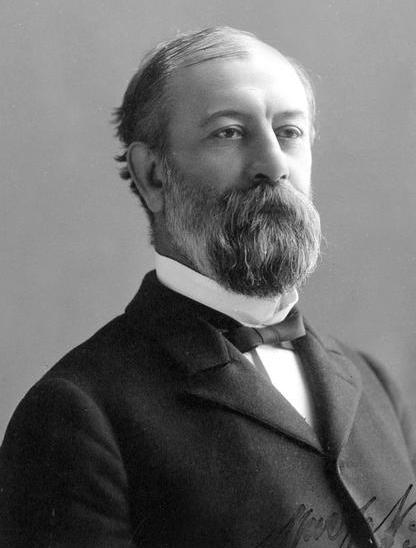
William Vilas

Das Vilas County wurde 1893 aus Teilen des Oneida County gebildet. Benannt wurde es nach William Vilas (1840–1908), einem früheren Senator, Postminister und Innenminister der USA.

## Bevölkerung
Nach der Volkszählung im Jahr 2010 lebten im Vilas County 21.430 Menschen in 10.668 Haushalten. Die Bevölkerungsdichte betrug 9,5 Einwohner pro Quadratkilometer. In den 10.668 Haushalten lebten statistisch je 1,99 Personen. 
Ethnisch betrachtet setzte sich die Bevölkerung zusammen aus 87,0 Prozent Weißen, 0,3 Prozent Afroamerikanern, 11,1 Prozent amerikanischen Ureinwohnern, 0,3 Prozent Asiaten sowie aus anderen ethnischen Gruppen; 1,3 Prozent stammten von zwei oder mehr Ethnien ab. Unabhängig von der ethnischen Zugehörigkeit waren 1,6 Prozent der Bevölkerung spanischer oder lateinamerikanischer Abstammung.
17,1 Prozent der Bevölkerung waren unter 18 Jahre alt, 54,8 Prozent waren zwischen 18 und 64 und 28,1 Prozent waren 65 Jahre oder älter. 49,4 Prozent der Bevölkerung waren weiblich.

Das jährliche Durchschnittseinkommen eines Haushalts lag bei 40.743 USD. Das Pro-Kopf-Einkommen betrug 26.423 USD. 14,0 Prozent der Einwohner lebten unterhalb der Armutsgrenze.

## Ortschaften im Vilas County
City
- Eagle River

Census-designated places (CDP)
- Boulder Junction
- Lac du Flambeau
- Sayner

Andere Unincorporated Communities
| - Arbor Vitae - Conover - Katinka Village - Land O’ Lakes | - Manitowish Waters - Marlands - Phelps - Presque Isle | - St. Germain - Star Lake - Winchester |

## Gliederung
Das Vilas County ist neben der Stadt Eagle River in 14 Towns eingeteilt:
| Town                     | Einwohner (2010) | FIPS     |
| ------------------------ | ---------------- | -------- |
| Town of Arbor Vitae      | 3316             | 55-02450 |
| Town of Boulder Junction | 933              | 55-08950 |
| Town of Cloverland       | 1029             | 55-15850 |
| Town of Conover          | 1235             | 55-16750 |
| Town of Lac du Flambeau  | 3441             | 55-40687 |
| Town of Land O' Lakes    | 861              | 55-42325 |
| Town of Lincoln          | 2423             | 55-44525 |

| Town                      | Einwohner (2010) | FIPS     |
| ------------------------- | ---------------- | -------- |
| Town of Manitowish Waters | 566              | 55-48462 |
| Town of Phelps            | 1200             | 55-62425 |
| Town of Plum Lake         | 491              | 55-63625 |
| Town of Presque Isle      | 618              | 55-65425 |
| Town of St. Germain       | 2085             | 55-70725 |
| Town of Washington        | 1451             | 55-83750 |
| Town of Winchester        | 383              | 55-87600 |